# USS Independence (2010)
De USS Independence (LCS-2) was klasse oorlogsschepen voor de United States Navy. De USS Independence maakt deel uit van de nieuwe Independence Class, een klasse voor nieuwe trimaran-schepen. Dit is het zesde schip in de vloot van de United States Navy die de naam "Independence" krijgt. Het achtervoegsel LCS-2 staat voor Littoral Combat Ship, het nummer betreft het volgnummer voor de klasse. De LCS-1 is een monohull van de concurrent Lockheed Martin: de USS Freedom (LCS-1). De Independence klasse heeft één zusterschip, de USS Coronado (LCS-4).
De USS Independence werd gedurende zijn levensduur geplaagd door technische problemen en veranderende eisen voor oorlogsschepen. Het schip, gebouwd voor snelheid, offerde vuurkracht en betaalbaarheid op en was daardoor een van de duurste schepen in de Amerikaanse marine. Op 29 juli 2021 is de Independence uit de vaart genomen.

## Constructie
Het schip is een trimaran, een boot die drijft op drie parallelle rompdelen. Door deze constructie is de Independence zeer stabiel en heeft een lage weerstand. Door het bereiken van een lage weerstand kan de Independence snelheden halen van boven de 40 knopen.
De Independence beschikt over 4 waterjets voor de voortstuwing. Deze waterjets worden aangedreven door twee gasturbines en twee dieselmotoren. Het schip beschikt over een roerpropeller, welke vergelijkbaar is met een azipod. Deze roerpropeller zorgt voor een grotere wendbaarheid in bochten.
De Independence is gebouwd van een lichtgewicht aluminium legering in plaats van het meer conventionele staal, om het gewicht laag te houden. Het schip heeft een beperkte bewapening voor haar grootte en kan in plaats daarvan mission modules uitwisselen. Door het verwisselen van modules kan het schip verschillende rollen innemen, zoals onderzeebootbestrijding, mijnenveger, of antiterreuroperatie. 

Het schip is gebouwd op de werf van Austal in Alabama, Verenigde Staten.

## Geschiedenis
In 2002 lanceerde de United States Navy een plan voor nieuwe, kleine stealth-schepen. Deze schepen moesten "multi-mission" zijn: inzetbaar in een zeer groot spectrum aan taken. De marine contracteerde twee fabrikanten voor het ontwerp, de bouw en aflevering van het schip, te weten General Dynamics en Lockheed Martin. De marine koos uiteindelijk voor beide ontwerpen, zowel het monohull-ontwerp van Lockheed Martin dat de USS Freedom zou worden als de trimaran van General Dynamics dat de USS Independence zou worden. Het oorspronkelijke plan was om 55 schepen te bestellen, waarvan 15 vóór 2009 geleverd zouden zijn. Dit werd teruggeschaald naar 4.

General Dynamics verwierf het contract voor de bouw in 2003.
De bouw van een tweede schip werd bevestigd door de marine op 8 december 2006. In november 2007 werd dit tweede schip geannuleerd door de marine. Op 1 mei 2009 werd dit tweede schip opnieuw besteld en in 2012 in dienst genomen als de USS Coronado. 

Op 2 juli 2009 begon de Independence aan de proefvaart. Deze zeeproeven werden succesvol afgesloten op 21 oktober 2009, waarbij het een topsnelheid van 44 knopen bereikte. Op 19 november 2009 voltooide de Independence de proefvaarten. Op 18 december 2009 werd het afgeleverd aan de United States Navy, waarna het op 21 januari 2010 werd gedoopt.
Bij een inspectie in 2011 werd ontdekt dat de staal-aluminium romp van het schip ernstige gevallen van Galvanische corrosie veroorzaakte. Het schip moest terug in het droogdok geplaatst worden om de roest te verwijderen. Nadat kathodische bescherming rondom de waterjets was geïnstalleerd kon de USS Independence weer varen.
In 2014 deed de USS Independence mee aan de jaarlijks-terugkerende RIMPAC-oefeningen voor de kust van Hawaï. De Independence volbracht alle oefeningen met succes in een hoog tempo.
In Juni 2018 werd de USS Independence uitgezonden naar de Zuid-Chinese Zee, om de Chinese claim op de Zuid-Chinese eilanden te betwisten. Daar vaarde ze door de door China geclaimde wateren om het recht van onschuldige doorvaart te benutten tijdens de Chinees-Amerikaanse Handelsoorlog. Vier van de zes Littoral Combat Ships die uitgezonden werden naar de Zuid-Chinese zee liepen daar serieuze mechanische problemen op die vraagtekens plaatsten bij de toekomst van de klasse.
De USS Independence werd gedurende haar levensduur geplaagd door technische problemen en veranderende eisen voor oorlogsschepen. Na slechts 13 jaar dienst werd de Independence in een besloten ceremonie uit de vaart genomen in de Baai van San Diego, 12 jaar eerder dan gepland. Haar zusterschip, de USS Coronado, werd in 2022 gedeactiveerd.

## Defensieve middelen
De Independence is ontworpen als "multi-mission" schip. Dit houdt in dat het betrokken kan zijn bij een groot aantal operaties. Om deze operaties optimaal te faciliteren, heeft de Independence een groot spectrum aan defensieve- en vervoermiddelen aan boord.

### Bewapening
Het schip is uitgerust met een serie moderne bewapeningssystemen:
- 1x Mk-110 57 mm kanon
- 4x 2-50 kaliber machinegeweer
- 2x SBROC Raketafleidingssysteem
- Andere wapens zijn optioneel en aanpasbaar aan de missie

Overzicht van de wapens van de USS Independence

### Vervoermiddelen
Het schip beschikt over een aantal vervoermiddelen waarmee mogelijke doelwitten gemarkeerd kunnen worden. Aan boord bevinden zich in de hangaars twee SH-60 Seahawks. De SeaHawk is al ruim 40 jaar het werkpaard van de marine, waarbij zij ingezet wordt op zowel gevechts-, verdedigings- en opsporingsmissies. Op de Independence zal zij vooral gebruikt worden voor opsporingsmissies. Hierbij kan gedacht worden aan het opsporen van drugssmokkelaars, piraten en onderzeeboten.

Voor kleine zee-operaties wordt gebruikgemaakt van 11 meter lange RHIB bootjes. Dit zijn opblaasbare bootjes die zeer snel en wendbaar zijn. Deze "RHIB's" worden vooral gebruikt bij operaties van de Navy SEALs en bij inspectie- en handhavingsoperaties.

## Indeling
De indeling van de Independence is geconstrueerd volgens het "Real open architecture-based core mission system" Nederlands: "Open architectuur missie-kern systeem". Met deze indeling wordt gestreefd naar een ruimtelijk en logisch ingedeeld schip. Zo bestaat de brug uit verschillende lagen, zodat alle werkende personen op de brug een goed uitzicht naar wat er buiten zich afspeelt hebben. 

Bij deze indeling worden alle technische systemen volgens modules ingebouwd. De module-plaatsing van de technische systemen heeft enkele voordelen tegenover een traditionele indeling. In de toekomst kunnen er eenvoudig oude systemen vervangen worden, of kunnen er nieuw uitgevonden systemen aan toegevoegd worden. Ook kunnen verschillende schepen in een vloot zich specialiseren voor een bepaalde taak.

## Levensduur
Doordat de Independence vanwege de constructie zeer hoge snelheden kan bereiken, is de levensduur beperkt. General Dynamics heeft berekend dat na 30 jaar de romp vervangen moet worden om breuken en lekkages te voorkomen. De hoge snelheid in combinatie met de hoge wendbaarheid heeft tevens een grote invloed op de slijtage van de romp. Verwacht werd dat de Independence 30 jaar zal meegaan, waarna deze uitgefaseerd zal worden.

## Externe links

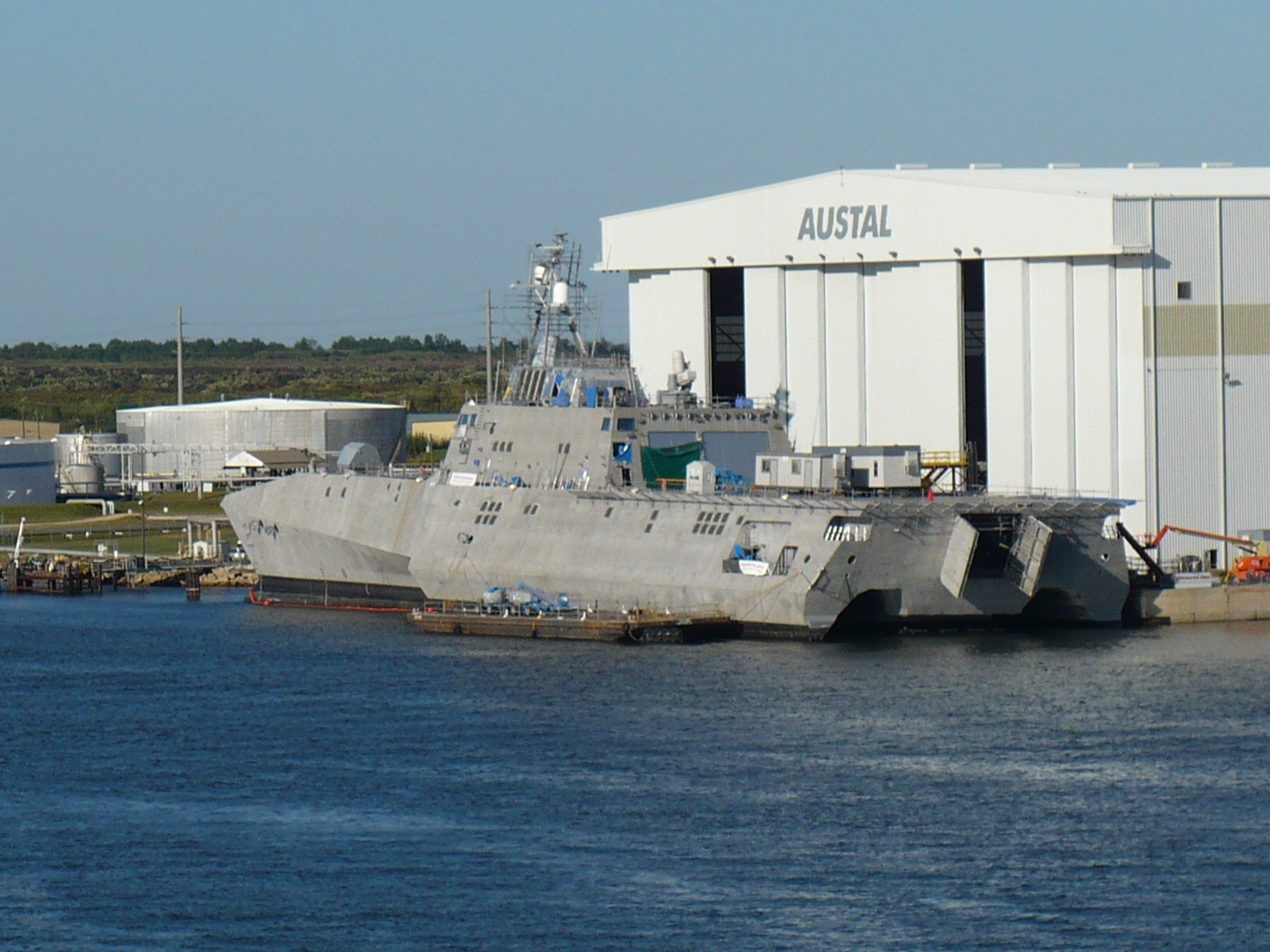
Achterkant van de USS Independence. Achter de 2 roldeuren bevinden zich de hangaars voor de SeaHawks
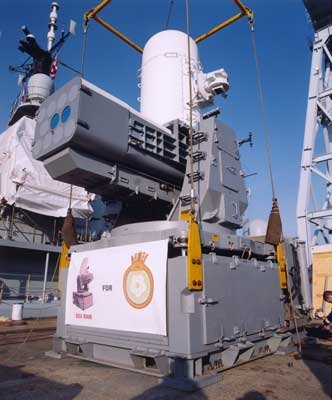
Een SeaRAM-installatie. SEARAM is gebaseerd op de bewezen Phalanx, echter SEARAM gebruikt Rolling Airframe Missiles in plaats van het traditionele gattling kanon.
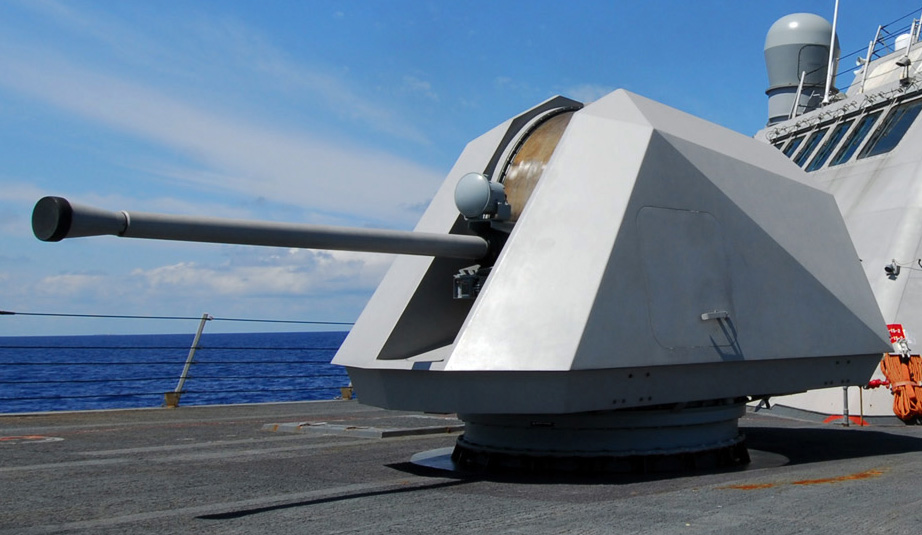
Het 57mm Bofors-kanon, Mk III, ontwikkeld in samenwerking met BAE. De type 3 versie is ontworpen voor het gebruik van AHEAD (Advanced Hit Efficiency And Destruction) minuties, die geprogrammeerd kunnen worden om vlak voor impact een grote lading metalen fragmenten uit te strooien, waarmee o.a vliegtuigen en raketten neergehaald kunnen worden.
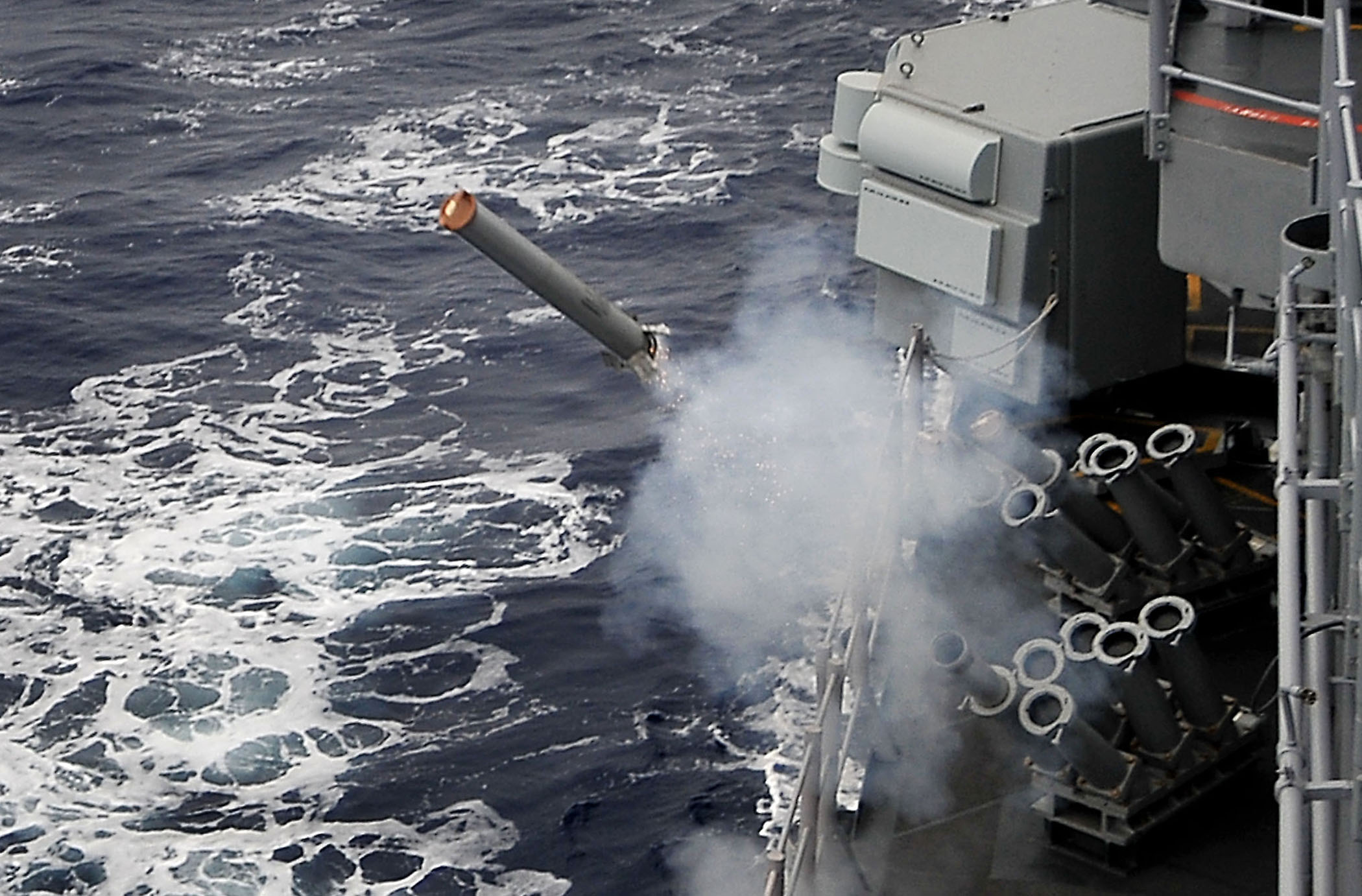
Een SBROC raketafleidingsysteem (SRBOC). Deze lanceert vele kleine metalen fragmenten die zeer goed te zien zijn op radar; hierdoor is er een kans dat een inkomende raket achter deze metalen fragmenten aangaat, en niet achter het schip zelf.
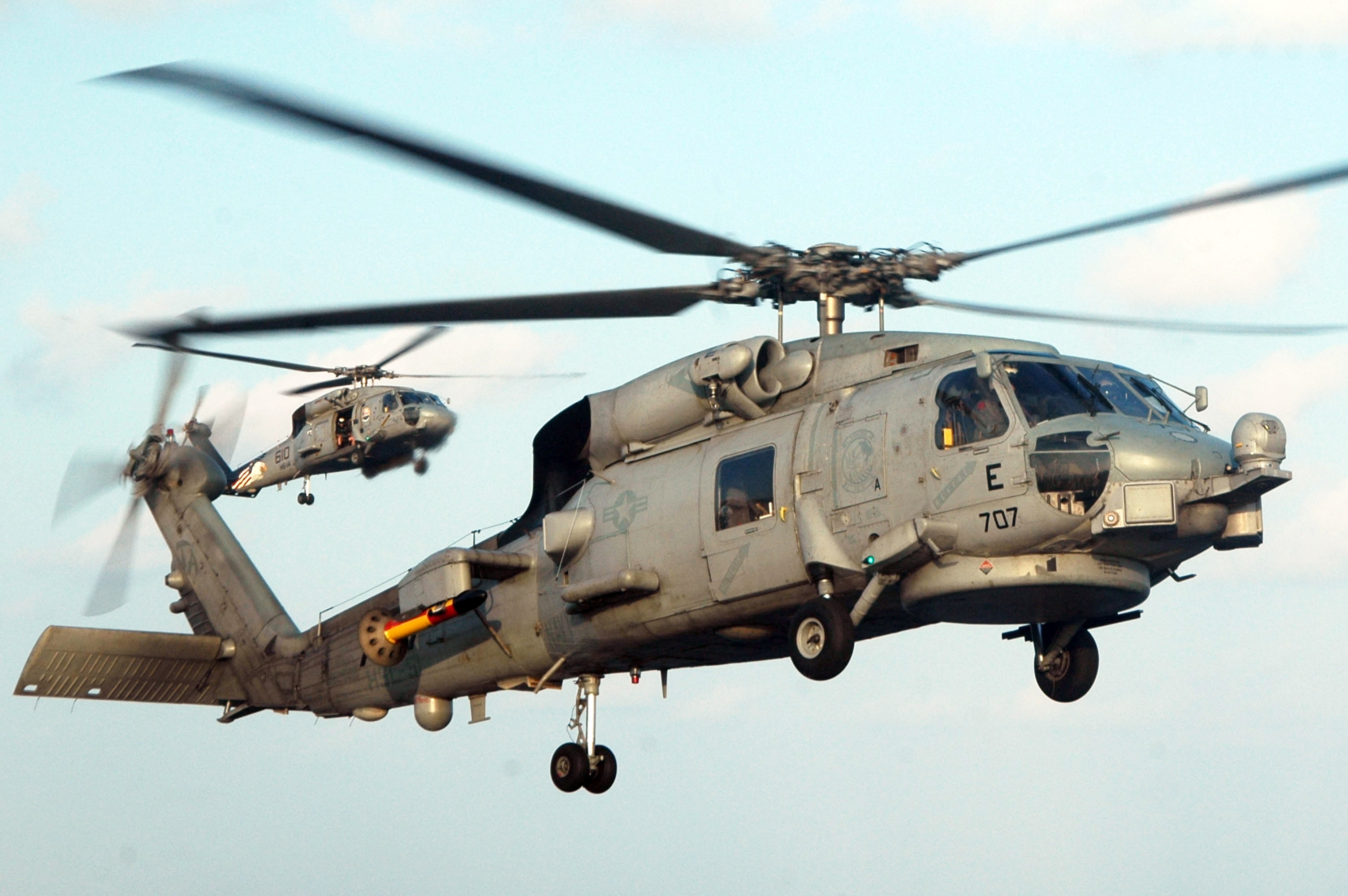
Een SeaHawk van de United States Navy.